# 도림로
도림로(道林路)는 서울특별시 구로구 구로3동 남구로역에서 영등포구 문래동 근로자회관 교차로를 잇는 서울특별시의 도로로 총 길이는 4.45Km이다.

## 역사
- 1984년 11월 7일 : 이 구간에 대해서 도림로라고 명명

## 경유지
서울특별시
- 구로구 - 영등포구

## 노선
| 이름                      | 접속 노선              | 소재지     | 소재지   | 비고 |
| ------------------------- | ---------------------- | ---------- | -------- | ---- |
| 남구로역 교차로           | 구로동로 디지털로27길  | 서울특별시 | 구로구   |      |
| (한신휴플러스아파트)      | 디지털로31길           | 서울특별시 | 구로구   |      |
| 이화아파트 교차로         | 구로중앙로             | 서울특별시 | 구로구   |      |
| 대림역 교차로 (구로제2교) | 도림천로               | 서울특별시 | 구로구   |      |
| 대림역 교차로 (구로제2교) | 도림천로               | 서울특별시 | 영등포구 |      |
| 우성아파트 교차로         | 대림로                 | 서울특별시 |          |      |
| 신길광장공원 교차로       | 대방천로               | 서울특별시 |          |      |
| 대영초교 교차로           | 신풍로                 | 서울특별시 |          |      |
| 성락주유소앞 교차로       | 가마산로               | 서울특별시 |          |      |
| 도림사거리                | 도신로                 | 서울특별시 |          |      |
| 도림고가차도              | 도영로                 | 서울특별시 |          |      |
| 문래동사거리              | 국도 제46호선 (경인로) | 서울특별시 |          |      |
| 문래공원 교차로           | 당산로 도림로139길     | 서울특별시 |          |      |
| 근로자회관 교차로         | 선유로 선유로9길       | 서울특별시 |          |      |

## 주요 건물 및 시설
- 남구로역 (서울특별시 구로구 도림로 지하7)
- 구일지구대 (서울특별시 구로구 도림로 63)
- 보성운수, 군포교통 주사무소 (서울특별시 구로구 도림로 84)
- 대림역 (서울특별시 영등포구 도림로 지하137)
- 남부도로사업소 (서울특별시 영등포구 도림로 145)
- 대림119안전센터 (서울특별시 영등포구 도림로 212)
- 신길5동주민센터 (서울특별시 영등포구 도림로 264)
- 문래동우체국 (서울특별시 영등포구 도림로 429)
- 이주민방송 (서울특별시 영등포구 도림로 435)